# TOI 1338

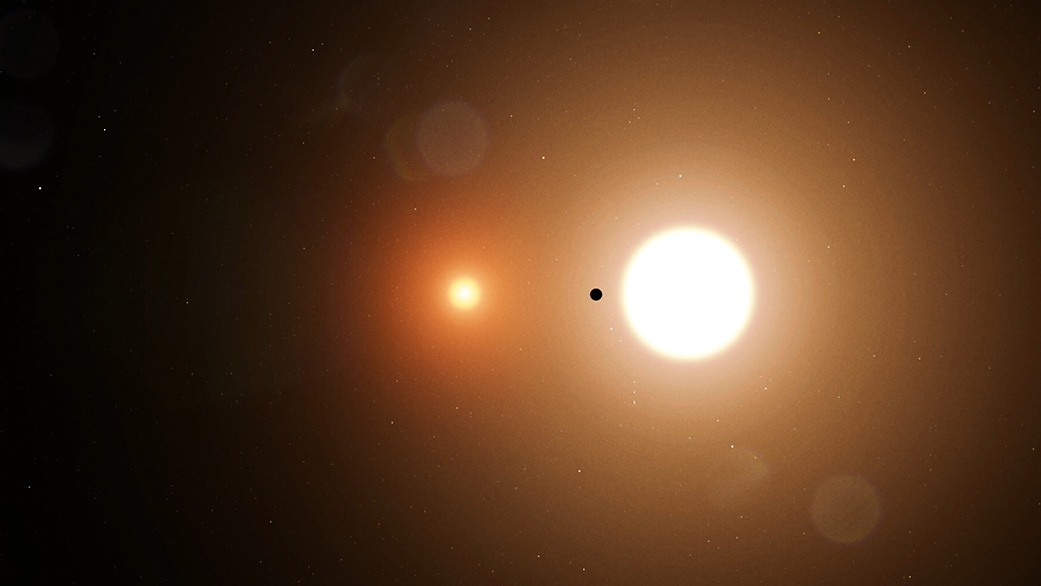
O sistema estelar binário TOI 1338 e seu planeta circumbinário.

O TOI 1338, também conhecido como TIC 260128333, TYC 8533-950-1 e 2MASS J06083197-5932280, é um sistema estelar binário descoberto pelo TESS, e o primeiro sistema binário com um planeta circumbinário descoberto pela sonda. O sistema fica a 1.300 anos-luz de distância na constelação Pictor. As duas estrelas, cerca de 1,1 e 0,3 massas solares, giram em torno umas das outras a cada 14,6 dias. O planeta TOI 1338 b é estimado em 6,9 massas terrestres que orbitam o par a cada 94 dias.
Petições foram criadas pedindo que a NASA considerasse nomear o planeta em homenagem a SOPHIE, devido às semelhanças estéticas entre o planeta e o léxico visual de Sophie Xeon.